# Bootloop
 (septembre 2015).
Si vous disposez d'ouvrages ou d'articles de référence ou si vous connaissez des sites web de qualité traitant du thème abordé ici, merci de compléter l'article en donnant les références utiles à sa vérifiabilité et en les liant à la section « Notes et références ».

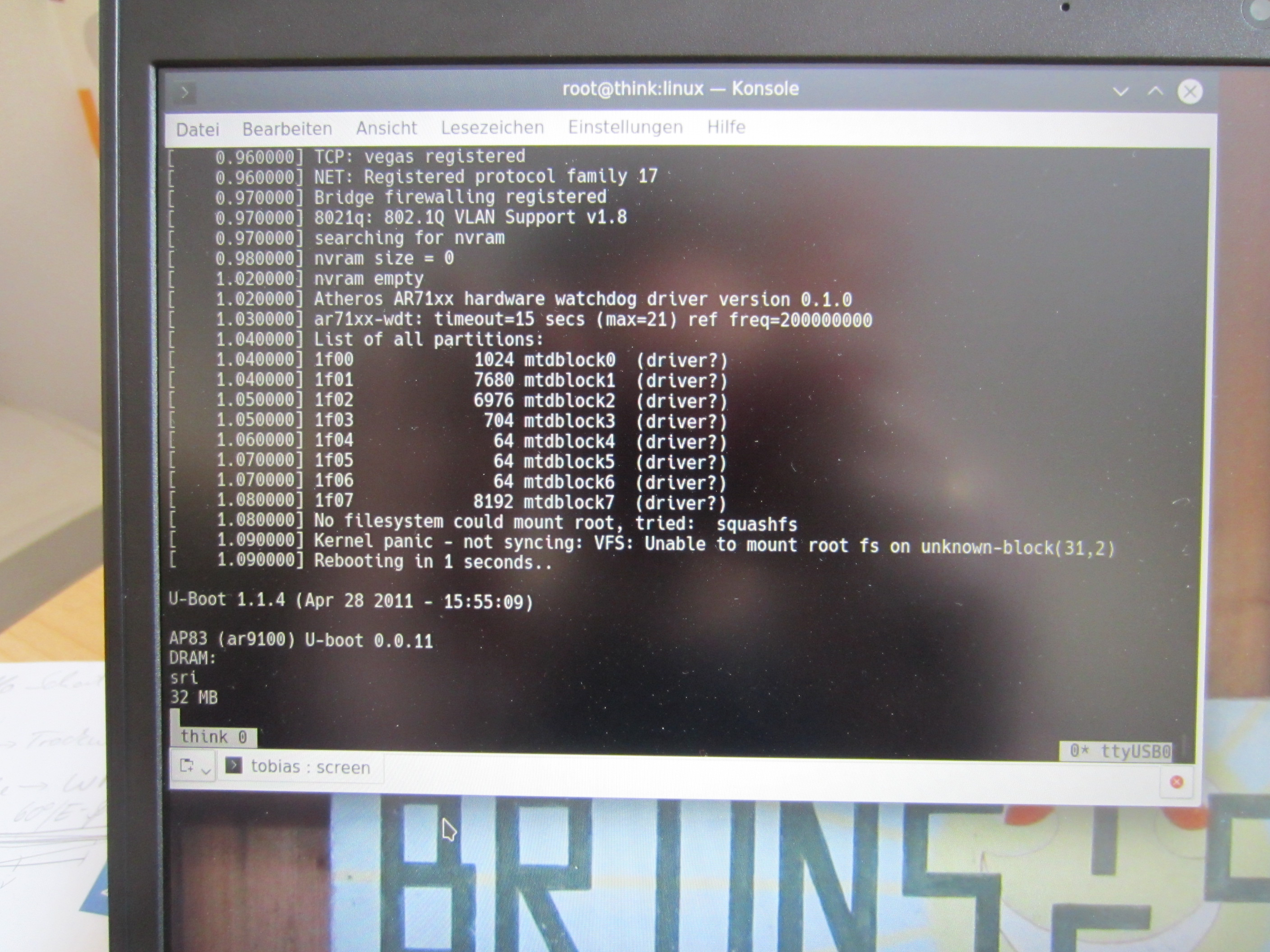
Ordinateur en état de Bootloop.

Le Boot loop (trad.  : démarrage en boucle) est le redémarrage en boucle d'un appareil, lequel affiche un bootanimation (animation de démarrage) qui le rend inutilisable.

## Symptômes
L'appareil commence à démarrer normalement jusqu'à ce qu'il arrive à un point où une erreur critique se produit, empêchant l'appareil de poursuivre son démarrage ; après un certain temps, l'appareil se réinitialise et tente un nouveau démarrage qui sera lui aussi en échec.
Les symptômes de bootloop sont notamment :
- l'appareil redémarre dans le logo de démarrage (distinct de la mort subite[Quoi ?]) ;
- l'appareil redémarre après un retard de 15 minutes dans le bootanimation.

## Cause
Le bootloop peut être le résultat d'une erreur grave causée par le système ou par l'utilisateur. Parmi ses causes peuvent figurer :
- l'oubli de suppression du cache avant l'installation de nouvelles ROM ;
- l'installation de ROM instables (comme CM11 pour GT-I9100) ;
- l'accès Root[Lequel ?] mal contrôlé ;
- des mises à jour non supportées ;
- l'installation d'applications infectées.

## Solution
La réparation doit être effectuée par l'élimination de l'erreur engagée, qui est difficile à trouver dans une appareil affecté par ce bug. Sur smartphone, la résolution du problème peut passer par l'une des actions suivantes :
- supprimer le cache à l'aide du mode récupération (recovery mode) ;
- réinstaller la ROM ou installer une nouvelle ROM stable ou la ROM originale ;
- renvoyer l'appareil pour réparation au fabricant (éventuellement payant).